# Bojszowy (plaats)
Bojszowy is een plaats in het Poolse district  Bieruńsko-lędziński, woiwodschap Silezië. De plaats maakt deel uit van de gemeente Bojszowy en telt 3215 inwoners.